# Pescennina
Pescennina is een monotypisch geslacht van spinnen uit de  familie van de Oonopidae (dwergcelspinnen).

## Soort
- Pescennina epularis Simon, 1903